# Ювенальный суд
Ювенальным (детским) называется суд, который в пределах своей компетенции рассматривает уголовные, гражданские и административные дела, по которым одной из сторон является несовершеннолетний. К основным задачам ювенальных судов относятся защита детей и их реабилитация. Является частью ювенальной юстиции.

## Функции
В ювенальном суде рассматриваются вопросы:
- детской безнадзорности;
- статусных правонарушений;
- уголовных преступлений.

## В России
В 2001 году в Ростовской области запущен пилотный проект «Поддержка осуществления правосудия в отношении несовершеннолетних», направленный на создание ювенальных судов.
В 2003 году в Ростовском областном суде образован специальный судебный состав по делам несовершеннолетних в судебной коллегии по уголовным делам, рассматривающий дела несовершеннолетних в кассационном порядке.
В марте 2004 года в Таганроге открыт первый в России ювенальный суд. По существу замысел ограничился выделением специальных судей для несовершеннолетних, находящихся в отдельном здании. Особенностями работы суда явилось активное привлечение к участию в судебных заседаниях детей.
На начало июля 2010 в России функционируют следующие 10 специализированных судебных составов по делам несовершеннолетних судов общей юрисдикции:
1. Ростовская область: Таганрогский городской суд (2004 г.), Шахтинский городской суд (2005 г.), Егорлыкский районный суд (2006 г.), Азовский городской суд (2010 год)
2. Иркутская область: Ангарский городской суд (2006 год)
3. Республика Хакасия: Абаканский городской суд (2006 год)
4. Камчатский край: Петропавловск-Камчатский городской суд
5. Липецкая область: Елецкий районный суд (2008 г.)
6. Брянская область: Володарский и Бежицкий районные суды города Брянска, Дубровский районный суд.